# 田洋城隍廟
田洋城隍廟位於臺灣彰化縣大村鄉田洋村，主祀城隍爺，乃昔先民賴萬福、賴欣奇前往彰邑城隍廟迎請城隍爺奉祀於家中，因城隍爺神威顯赫，靈感異常庇護境內住民安居樂業，嗣而唱議建廟，於民國六十一年(1972年)，歲次壬子，始建廟奉祀，成為田洋村地方的信仰中心。
其所主祀的城隍原為「顯祐伯」，後來由彰邑城隍廟管理委員會在民國九十年（2001年）擲筊請示後共同置天台秉告上蒼，晉升為「仁愛侯」。

## 沿革

### 田洋村
田洋村位大村鄉北部，肇始於雍正年間續有漳州府平和縣賴楝直等人來此拓墾，舊地名除了有田洋仔(早期稱為頂溝仔)、紅瓦厝、頭前厝、後壁厝、郭厝、吳厝、槍櫃、後溝、中圳仔等地名。聚落建築多為傳統三合院，居民以賴姓為主。其次為郭、吳等姓。

### 建廟前期
地方初期拓墾四下荒涼、生活困乏、地方時常不平靜、不安寧，因此村民經常去迎請位於黃厝村的城隍爺回來辦事，一請就數個月後再奉請回黃厝村，當時田洋村有一位算命師提議，乾脆直接往彰邑城隍廟恭請城隍爺回來奉祀，於昭和6年(1931年)本村賴欣奇、賴萬福恭請城隍爺到家中三合院內供信眾問事膜拜，隔年請回彰邑城隍廟謁祖進香時再迎請三尊城隍爺回來奉祀，歷經數年，仰賴城隍神威顯赫，屢屢發乩、濟困扶危、安寧本境，地方信眾日益增多，加上時任大村鄉鄉長賴嘉勇亦是本村村民，夢中受城隍老爺之託，因而鳩資提議立廟供廣大信眾參拜，決定於三合院對面竹子林（蛇穴）建廟。民國61年(1972)落成，60年(1973)立案登記，並於例行祭典為農曆6月15日

### 建廟
民國六十一年(1972年)，歲次壬子，舉行入火安座大典，特此彰邑城隍廟
於入火安座當天特別贈送一對范謝將軍神將留此紀念，成為田洋村地方的信仰中心。

### 六將會
建廟後由於祖廟彰邑城隍廟贈送一對謝將軍及范將軍留念，因此隨即成立大二爺會並於幾年後連續增加奉祀兩尊八卦童子神將與一尊福德正神神將，接著又增加文判官及武判官神將，並於丁卯年民國七十六年(1987年)增加兩尊板爺神將後改名成立六將會，接著在戊子年民國九十七年(2008年)增加千里眼將軍、順風耳將軍，丁酉年民國一百零六年(2017年)增加枷將軍、鎖將軍、牛將軍、馬將軍四尊將軍，使目前廟內神將達15尊

### 志工團
於丙戍年民國九十五年(2006年)成立

### 誦經團
於辛卯年民國一百年(2011年)成立

### 城隍廟三媽
民國95年間，本廟尚有乩身時，城隍三王與城隍二王皆會輪流降駕辦事，為信徒指點迷津。某日，臺灣府城隍廟天上聖母借乩指示，表示欲來田洋城隍廟坐鎮本廟。得知此消息後，本廟委員會隨即前往臺灣府城隍廟拜訪，並說明緣由。經臺灣府城隍廟執事人員請示天上聖母，連續三聖杯驗證，確有此事。在雙方積極協助下，於己丑年（民國98年）四月廿七日前往臺灣府城隍廟參香，分靈天上聖母。自此結下良緣，每年農曆五月十一日臺灣府城隍廟威靈公聖誕之際，本廟皆會前往祝壽參拜。很開心這次的交流，讓多年的情誼能夠持續蔓延。未來，我們期盼這段友誼能夠長存不滅，繼續為信眾們帶來福祉和祝福，共同守護信仰的光輝。

### 喜迎浩天
梧棲浩天宮所奉祀的天上聖母稱為大庄媽潛水媽，相傳百餘年前，台中梧棲大庄媽初到北港進香回鑾時，因隊伍在半夜中迷路，經廟方人員詢問大村鄉民-因舊地名「燕霧大庄」，與當時的「沙轆大庄」異地同名，倍感親切，並在彰化大村鄉民熱情招待下；因意外的迷路而神結人緣，同時恭請大庄媽遶境其轄區賜福平安；每當大庄媽北港回鑾經過時，鄉民必定守夜來迎接，從古至今流傳民間話談並代代相傳至今。於每年進香第一天準備點心站讓香客及執事人員補充體力，並祈求徒步往北港進香一路順利平安，第五天駐駕大庄慈雲寺時前往接駕歡迎大庄媽蒞臨大村駐駕，第六天大庄浩天宮天上聖母蒞臨田洋城隍廟停駕

### 整修工程
自民國61年建廟以來，田洋城隍廟經歷風雨與日曬，廟體結構面臨多項挑戰，包括屋頂瓦片漏水、電線設備老化以及排水系統問題，已影響安全性。經過委員會及信徒大會的多次討論，最終決定於農曆三月廿八日（2024年5月6日）卯時，開始進行修繕工程。
整修內容如下
a.屋頂瓦片更換及防水塗層鋪設  
b.屋頂琉璃瓦打除剪黏粗胚更換  
c.廟前屋頂水溝重建及改善廟後排水系統   
d.興建金紙間（興建於廟廣場龍邊）
e.廟內電線重新配置

### 歷任主任委員
| 任次     | 姓名     | 任期                 | 備註     |
| 主任委員 | 主任委員 | 主任委員             | 主任委員 |
| -------- | -------- | -------------------- | -------- |
| 第一屆   | 賴炎山   | 民國95年到民99年     |          |
| 第二屆   | 賴炎山   | 民99年到民國103年    |          |
| 第三屆   | 賴炎山   | 民國103年到民國107年 |          |
| 第四屆   | 賴鍾平   | 民國107年到民國110年 |          |
| 第五屆   | 郭炳鎔   | 民國110年至今        |          |

## 祀神
- 正殿：城隍老爺、文判官、武判官、范將軍、謝將軍、枷將軍、鎖將軍、牛將軍、馬將軍、太子元帥、南天金面太子
  - 正殿右側:福德正神、齊天大聖、關聖帝君、至聖孔子、包府千歲包拯、
  - 正殿左側:李府千歲、池府千歲、吳府千歲、張府千歲張巡、莫府千歲
- 媽祖殿：天上聖母、千里眼將軍、順風耳將軍、觀音菩薩
- 太歲殿：註生娘娘、呂仙姑、三奶夫人

| 農曆日期 | 祭祀               | 農曆日期 | 祭祀             |
| 正月十五 | 三奶夫人聖誕       | 二月初二 | 福德正神聖誕     |
| 二月十八 | 至聖孔子聖誕       | 二月十九 | 觀音菩薩佛誕     |
| 三月二十 | 註生娘娘聖誕       | 三月廿三 | 天上聖母聖誕     |
| 四月廿六 | 李府千歲聖誕       | 四月廿七 | 莫府千歲聖誕     |
| 五月十三 | 包府千歲包拯聖誕   | 六月十二 | 六將尊神聖誕     |
| 六月十五 | 城隍老爺聖誕       | 六月十八 | 池府千歲聖誕     |
| 六月十九 | 觀音菩薩成道紀念日 | 六月廿四 | 關聖帝君聖誕     |
| 九月初九 | 太子元帥聖誕       | 九月初九 | 呂仙姑聖誕       |
| 九月十五 | 吳府千歲聖誕       | 九月十七 | 張府千歲張巡聖誕 |
| 九月十九 | 觀音菩薩出家紀念日 | 十月十二 | 齊天大聖聖誕     |

## 外部連結
- 田洋城隍廟的Facebook專頁
- 田洋城隍廟 — 文化資源地理資訊系統 （页面存档备份，存于）
- 田洋城隍 — Official Music Video （页面存档备份，存于）